# Ranald MacDougall
Ranald MacDougall (Schenectady, 10 marzo 1915 – Los Angeles, 12 dicembre 1973) è stato uno sceneggiatore e regista statunitense.

## Biografia
Esordì come sceneggiatore con Il romanzo di Mildred (1945), che gli valse la candidatura all'Oscar. Fra i suoi altri lavori come sceneggiatore si ricordano Le foglie d'oro (1950), Non siamo angeli (1955) e Cleopatra (1963), il kolossal  diretto da Joseph L. Mankiewicz. 
Esordì dietro la macchina da presa nel 1955, ma girò in seguito poche pellicole, spesso tratte da sue sceneggiature, come L'ape regina (1955) e Va nuda per il mondo (1961).
Fu presidente della Writers Guilds of America dal 1971 alla morte, avvenuta due anni dopo.

## Filmografia parziale

### Regista
- Ape regina (Queen Bee) (1955)
- Tormento di un'anima (Man on Fire) (1957)
- La fine del mondo (The World, the Flesh and the Devil) (1959)
- La nostra vita comincia di notte (The Subterraneans) (1960)
- Va nuda per il mondo (Go Naked in the World) (1961)

### Sceneggiatore
- Il romanzo di Mildred (Mildred Pierce), regia di Michael Curtiz (1945)
- Vorrei sposare (June Bride), regia di Bretaigne Windust (1948)
- Le foglie d'oro (Bright Leaf), regia di Michael Curtiz (1950)
- Il segreto degli Incas (Secret of the Incas), regia di Jerry Hopper (1954)
- Non siamo angeli (We're No Angels), regia di Michael Curtiz (1955)
- Cleopatra, regia di Joseph L. Mankiewicz (1963)